# Glennis Grace
Glennis Grace, właśc. Glenda Hulita Elisabeth Batta (ur. 19 czerwca 1978 w Amsterdamie) – holenderska piosenkarka, reprezentantka Holandii w 50. Konkursie Piosenki Eurowizji (2005), ambasadorka fundacji „Stichting Stop Kindermisbruik”.

## Życiorys

### Wczesne lata
Zaczęła śpiewać w wieku sześciu lat. Trzy lata później jej dziadek stworzył małe studio nagraniowe na strychu, gdzie mogła doskonalić swój talent. W wieku jedenastu lat wzięła udział w Gali UNICEF, na której gościem specjalnym był Julio Iglesias. Piosenkarz był pod tak ogromnym wrażeniem umiejętności wokalnych Glennis, że zaprosił ją do zaśpiewania w duecie podczas swojego jednego z koncertów w Holandii.

### Kariera
W 1995 wydała debiutancki album studyjny, zatytułowany Real Emotion, a w 2004 – drugi album pt. Secrets of My Soul.
W 2005 wzięła udział z piosenką „My Impossible Dream” w programie Nationaal Songfestival 2005 wyłaniającym reprezentanta Holandii w 50. Konkursie Piosenki Eurowizji. Pomyślnie przeszła przez półfinał eliminacji i dotarła do finału. Zajęła w nim pierwsze miejsce, zdobywszy największą liczbę 170 punktów od telewidzów (50%), jurorów (30%), międzynarodowej komisji jurorskiej (10%) i słuchaczy Radio 2 (10%), dzięki czemu została reprezentantką kraju w konkursie organizowanym w Kijowie. 19 maja wystąpiła jako dziewiąta w kolejności w półfinale konkursu. Zajęła 15. miejsce z 53 punktami na koncie, nie przechodząc do finału. Również w 2005 wydała trzeci album studyjny pt. My Impossible Dream.
Od 2008 wydała kilka kolejnych albumów studyjnych: Glennis (2008), One Moment in Time (2011), One Night Only (2011), This Is My Voice (2012) i Cover Story (2014), a także płytę z piosenkami świątecznymi pt. One Christmas Night Only (2013) oraz dwa albumy koncertowe, Live at the Ziggo Dome 2014 (2014) i Bitterzoet – Live & Studio Sessions (2015). W 2018 dotarła do finału 13. edycji programu NBC America’s Got Talent. W maju 2021 wystąpiła gościnnie w finale 65. Konkursu Piosenki Eurowizji w Rotterdamie.

### Życie prywatne
Ma syna Anthony’ego Shane’a Majriego (ur. 2006) ze związku z Moos Majri (2006–2012); potem spotykała się z Robertem Biesewig (2013–2016), a obecnie partnerem Glennis jest Lévy Allessio (od 2017).

## Dyskografia

### Albumy studyjne
| Rok  | Tytuł                               | Najwyższe miejsce |
| Rok  | Tytuł                               | NLD               |
| ---- | ----------------------------------- | ----------------- |
| 1995 | Real Emotion                        | –                 |
| 2004 | Secrets of My Soul                  | –                 |
| 2005 | My Impossible Dream                 | 28                |
| 2008 | Glennis                             | 32                |
| 2011 | One Moment in Time                  | 26                |
| 2011 | One Night Only                      | 2                 |
| 2012 | This Is My Voice                    | 2                 |
| 2013 | One Christmas Night Only            | 9                 |
| 2014 | Cover Story                         | 38                |
| 2014 | Live at the Ziggo Dome 2014         | 2                 |
| 2015 | Bitterzoet – Live & Studio Sessions | 5                 |

### Single
| Rok  | Tytuł                       | Najwyższe miejsce | Najwyższe miejsce | Najwyższe miejsce |
| Rok  | Tytuł                       | Single Top 100    | Dutch Top 40      |                   |
| ---- | --------------------------- | ----------------- | ----------------- | ----------------- |
| 1994 | „I’m Gonna Be Strong”       | 13                | 13                |                   |
| 1995 | „Somewhere in Time”         | 46                | –                 |                   |
| 1995 | „Goodbye (A Love Triangle)” | 74                | –                 |                   |
| 2002 | „Always on My Mind”         | 43                | –                 |                   |
| 2003 | „Absolutely Not”            | 68                | –                 |                   |
| 2005 | „My Impossible Dream”       | 15                | 26                |                   |
| 2005 | „Shake Up the Party”        | 33                | –                 |                   |
| 2007 | „Hoe”                       | 33                | –                 |                   |
| 2008 | „Dansen met het leven”      | 40                | –                 |                   |
| 2008 | „Als je slaapt”             | 9                 | –                 |                   |
| 2010 | „Als je mij weer aankijkt”  | 22                | –                 |                   |
| 2011 | „Afscheid”                  | 1                 | 2                 |                   |
| 2011 | „Always”                    | 26                | –                 |                   |
| 2011 | „Wil je niet nog 1 nacht”   | 3                 | 5                 |                   |
| 2012 | „Ik ben niet van jou”       | 59                | –                 |                   |